# Patrick Einsle
Patrick Einsle német profi sznúkerjátékos.

## Korai évek
1998-ban, 11 évesen, Einsle elkezdett sznúkerrel foglalkozni. Az első százas breakjét 14 évesen lökte.
Részt vett a 2005-ös World Games-en, ahol a későbbi aranyérmes Gerard Greenetől kapott ki 3-1-re. A 2006-os Fürth German Openn győzött Fergal O'Brien és Stephen Lee ellen, és csak a negyeddöntőkben kapott ki 3-2-re a későbbi döntős Barry Hawkinstól.

## 2006-2007-es szezon
Einsle profivá vált a 20062007-es sznúkerszezon alatt, miután a WBPSA szabadkártyát adott neki a kilépő Paul Hunter után. Ebben a szezonban ki is esett.
Einsle 3 nappal a profivá válás után már selejtező-mérkőzést játszott a 2006-os Northern Ireland Trophyn, ahol 5-0-ra kapott ki Lee Pagetől. A 2006-os Grand Prixn nyert 2 selejtező-mérkőzést, és ezzel szerzett pár pontot a ranglistán. A harmadik selejtezőében a 2007-es Malta Cup-ra 5-4-re kapott ki Mark Joycetól.
A 2007-es Masters selejtezőin 4-1-re vesztett Christopher Norbury ellen. Szintén vesztett a 2006-os UK Championship, a 2007-es Welsh Open, a 2007-es China Open és a 2007-es sznúker-világbajnokság selejtezőin. 9-0 Judd Trump ellen, 5-1 Lee Spick ellen, 5-2 Andrew Higginson ellen, 10-4 Passakorn Suwannawat ellen. A szezon végén 90. helyen volt, és kiesett a Main Tourról.

## Amatőr időszak 2007-2010
2009. november 1-jén Einsle legyőzte barátját és edzőtársát Itaro Santost 4-2-re a German Championship döntőjében Bad Wildungen-ben, így először lett German Championship győztes. Az egész torna alatt mindössze 2 frémet vesztett.

## 2010-2011-es szezon
Einsle díjazva volt a WPBSA által, egy újabb szabadkártyával a Main Tourra.
Az első sikerét a PTC3 versenyen aratta, ahol legyőzte Jimmy Robertsont, a korábbi világbajnok Peter Ebdont, mielőtt a 3. körben vesztett. A 2010-es Shanghaj Masters selejtezőiben megnyerte első selejtezős meccsét, de a 2. körben legyőzte őt az ír Joe Delaney. A legközelebbi pontvágáskor (az EPTC2 után) 87. volt a ranglistán. A PTC6-n legyőzte Nigel Bondot, mielőtt kikapott a világranglista 2. Ali Carter-től 4-3-ra.
Decemberben visszalépett a szezon hátravélő részéből.

## 2013-2014-es szezon
2013 áprilisában megnyerte egyet a 3 végső meccs közül az EBSA Qualifying Tour-on, és így nyert egy kétéves jegyet a következő 2 szezonra.

## Százasok
A legnagyobb brékje 146, egy U21-es tornán lökte. A legnagyobb profiként lökött breakje kereken 100.

## Fordítás
- Ez a szócikk részben vagy egészben  a   Patrick Einsle című angol nyelvű Wikipédia-szócikk fordításán alapul.  Az eredeti cikk szerkesztőit annak laptörténete sorolja fel. Ez a jelzés csupán a megfogalmazás eredetét és a szerzői jogokat jelzi, nem szolgál a cikkben szereplő információk forrásmegjelöléseként.